# Instytut Zoologiczny Uniwersytetu Wrocławskiego

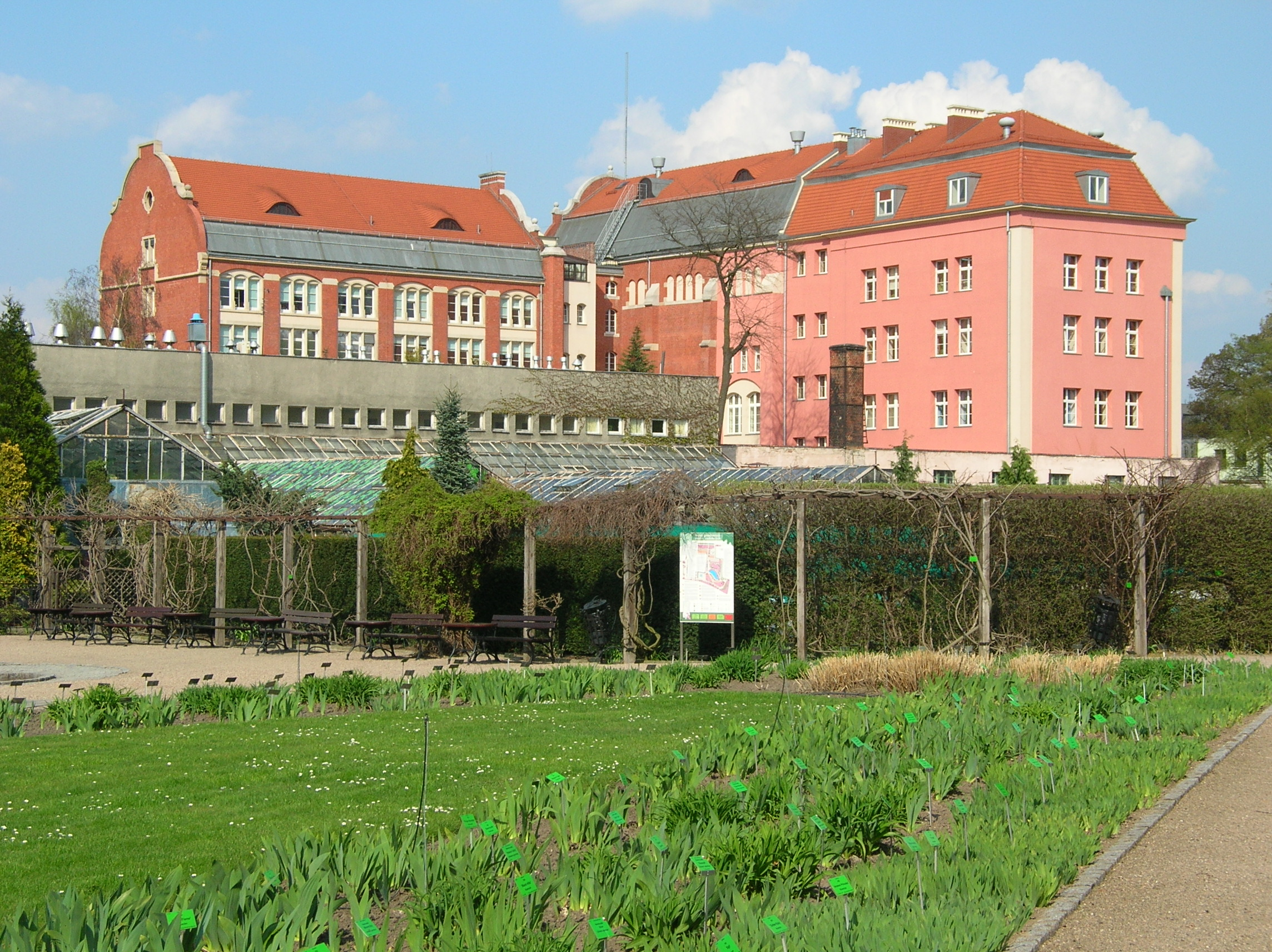
Instytut Zoologiczny Uniwersytetu Wrocławskiego widziany od strony Ogrodu Botanicznego

Instytut Zoologiczny Uniwersytetu Wrocławskiego – istniejąca do kwietnia 2012 roku jednostka dydaktyczno-naukowa należąca do struktur Wydziału Nauk Biologicznych UWr.

## Kierunki kształcenia
Instytut prowadzi zajęcia dla studentów kierunku biologia. Tematyka dydaktyki realizowana jest w trzech podstawowych dziedzinach:
- biologii środowiskowej
- biologii historycznej i systematycznej
- biologii eksperymentalnej

## Struktura organizacyjna
- Zakład Biologii Ewolucyjnej i Ochrony Kręgowców (kierownik: prof. dr hab. Maria Ogielska); obecnie w Katedrze Biologii Ewolucyjnej i Ekologii
- Zakład Biologii, Ewolucji i Ochrony Bezkręgowców (kierownik: prof. dr hab. Dariusz Tarnawski); obecnie w Katedrze Biologii Ewolucyjnej i Ekologii
- Zakład Bioróżnorodności i Taksonomii Ewolucyjnej (kierownik: prof. dr hab. Lech Borowiec); obecnie osobna Katedra
- Zakład Ekologii Behawioralnej (kierownik: dr hab. Konrad Hałupka); obecnie w Katedrze Biologii Ewolucyjnej i Ekologii
- Zakład Fizjologii Molekularnej Zwierząt (kierownik: dr hab. Dariusz Rakus); obecnie w Instytucie Biologii Eksperymentalnej
- Zakład Paleozoologii (kierownik: prof. dr hab. Adam Nadachowski); obecnie w Katedrze Biologii Ewolucyjnej i Ekologii
- Zakład Biologii Rozwoju Zwierząt (kierownik: prof. dr hab. Janusz Kubrakiewicz); obecnie w Instytucie Biologii Eksperymentalnej

W skład instytutu wchodziło również: pięć pracowni badawczych, Stacja Ornitologiczna, Biblioteka Zakładu Fizjologii Zwierząt oraz biblioteka instytutowa.

## Władze
- Dyrektor: prof. dr hab. Dariusz Tarnawski
- Z-ca Dyrektora: dr Jan Kusznierz

## Adres
Instytut Zoologiczny

Uniwersytetu Wrocławskiego

ul. H. Sienkiewicza 21

50-335 Wrocław
Budynki Instytutu znajdują się także na ulicy Przybyszewskiego, gdzie mieszczą się Zakład Biologii, Ewolucji i Ochrony Bezkręgowców oraz Zakład Bioróżnorodności i Taksonomii Ewolucyjnej, oraz ul. Cybulskiego (Zakład Fizjologii Molekularnej Zwierząt).